# این یخیه
این یخیه (انگلیسی: It'z Icy) نخستین آلبوم چندآهنگه گروه دخترانه کره‌ای ایتزی است که در ۲۹ ژوئیه ۲۰۱۹ توسط جی‌وای‌پی انترتینمنت منتشر شد. «یخی» به عنوان تک‌آهنگ آغازین این آلبوم منتشر شد. نسخه فیزیکی این آلبوم در دو نسخه قابل دسترسی است: IT'z و ICY.

## جدول‌ها
| جدول (۲۰۱۹)                        | بهترین جایگاه |
| ---------------------------------- | ------------- |
| دانلود آلبوم‌های فرانسوی (اس‌ان‌پی‌ئی) | ۴۹            |
| آلبوم‌های مجارستانی (ماهاز)         | ۳۸            |
| آلبوم‌های ژاپنی (اوریکون)           | ۱۲            |
| آلبوم‌های دیجیتال ژاپنی (اوریکون)   | ۱۰            |
| آلبوم‌های داغ ژاپنی (بیلبورد ژاپن)  | ۳۲            |
| آلبوم‌های کره جنوبی (گائون)         | ۳             |
| آلبوم‌های هیتسیکرز آمریکا (بیلبورد) | ۱۹            |
| آلبوم‌های جهانی آمریکا (بیلبورد)    | ۱۱            |

| جدول (۲۰۱۹)                | جایگاه |
| -------------------------- | ------ |
| آلبوم‌های کره جنوبی (گائون) | ۴۷     |

## تاریخچه انتشار
| منطقه | تاریخ         | فرمت                  | ناشر                      | منابع  |
| ----- | ------------- | --------------------- | ------------------------- | ------ |
| مختلف | ۲۹ ژوئیه ۲۰۱۹ | دانلود دیجیتال استریم | جی‌وای‌پی انترتینمنت دریموس | [ ۱۱ ] |